# Jules Geheniau
Jules Geheniau (né le 31 mars 1909 à Deux-Acren et mort le 11 juin 1991) est un mathématicien et un physicien belge.

## Biographie
Il a été professeur à l'Université libre de Bruxelles (doyen de faculté entre 1964 et 1966). Collaborateur de Louis de Broglie, il a apporté maints développements à la mécanique relativiste. Il est mort en 1991.